# Cornelis Johannes Nicolaas de Graaff

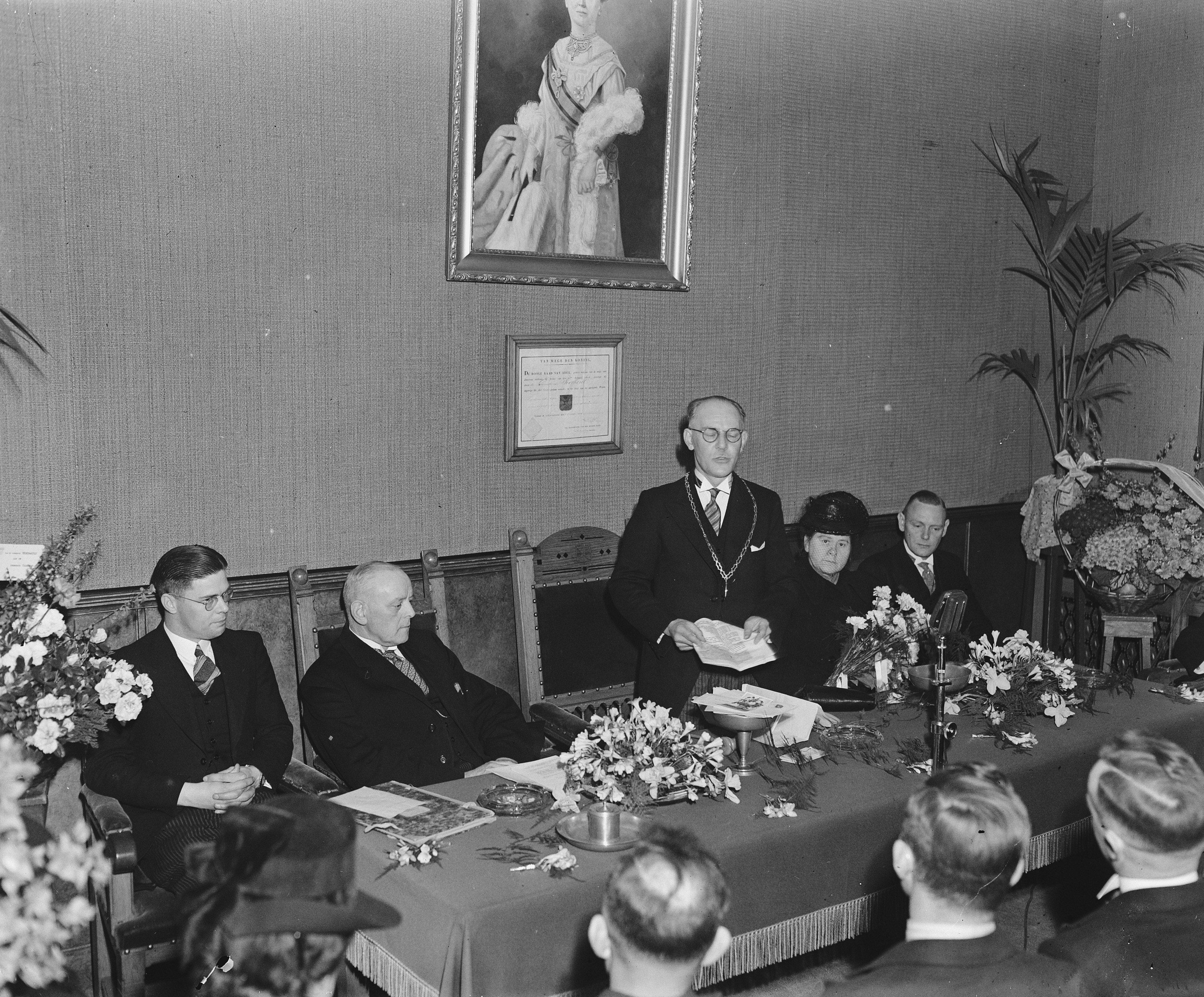
Burgemeester C.J.N. de Graaff na installatie als burgemeester van Voorhout (1947)

Cornelis Johannes Nicolaas de Graaff (Den Haag, 21 januari 1900 – Ulvenhout, 20 november 1982) was een Nederlands politicus van de KVP.
Hij werd geboren als zoon van Cornelis Pieter de Graaff (*1872, handelsreiziger) en Maria Jacomina Johanna Berger (*1881). Hij volgde een officiersopleiding in Kampen maar gaf in 1919 na vier jaar voortijdig die studie op. Daarna was hij werkzaam bij de Raad van Arbeid; eerst in Middelburg en vanaf 1927 in Den Haag. De Graaff ging studeren bij de Nederlandsche Handels-Hoogeschool (NHH) in Rotterdam waar hij in 1936 het kandidaatsexamen haalde. Hij vervolgde zijn studie in Leuven en is daar eind 1940 afgestudeerd. In Renkum richtte hij een eigen handelsavondschool op. Vanaf augustus 1945 was hij ruim een jaar waarnemend burgemeester van Borne. In 1947 volgde zijn benoeming tot burgemeester van Voorhout. Na een conflict ging hij midden 1955 met ziekteverlof en met ingang van 1 januari 1956 werd hem ongevraagd eervol ontslag verleend.
De Graaff overleed eind 1982 op 82-jarige leeftijd.